# Kolonoskopija
Kolonoskopija ili optička kolonoskopija je minimalno invazivna dijagnostička metoda kojom se uz pomoć fleksibilnog instrumenta — kolonoskopa obavlja vizuelni pregled debelog creva. Ovaj instrument je debljine prsta i sadrži sočivo, kameru i izvor svetla pomoću kojih ispitivač posmatra sliku na monitoru. Da bi se obavio pregled, creva moraju biti u potpunosti ispražnjena, što zahteva od pacijenta odgovarajuću pripremi pre odlaska na pregled. Ukoliko lekar konstatuje patološke promene koje zahtevaju dodatno ispitivanje, kroz kolonoskop on može specijalnim instrumentom uzeti deo tkiva za biopsiju. Za one pacijente kod kojih optička kolonoskopija nije uspela ili je nekompletna zbog postojanja stenotičnih lezija, kao i kada postoje kontraindikacije za izvođenje optičke kolonoskopije, može se kao alternativa primeni kompjuterizovana kolonografija.

## Značaj
Kolonoskopija je danas jedna od najzastupljenijih medicinskih dijagnostičkih procedura
u svetu. Samo u Sjedinjenim Američkim Državama godišnje se uradi preko 14 miliona kolonoskopija. Kolonoskopija omogućava direktnu vizualizaciju mukoze celog debelog creva od orificijuma apendiksa do donje dentalne linije i istovremeno uzimanje biopsija, kao i definitivnu terapiju u vidu polipektomije u slučaju prekanceroznih lezija (polipa) ili čak karcinoma debelog creva u najranijem
stadijumu.
Veliki napredak u skriningu kolorektalnih bolesti a pre svega tumorskih proces, načinjen je prelaskom sa rane detekcije bolesti debelog creva na prevenciju bolesti a a pre svega karcinoma, koja podrazumeva otkrivanje i uklanjanje prekanceroznih polipa, odnosno adenoma. Moderni kolonoskopi su u stanju da detaljno ispitaju površinu celog kolona, uključujući i terminalni ileum.
Prema mišljenju Američkog društva za karcinome, preporučene metode za skrining kolorektalnih pšrocesa jesu: 
- fleksibilna rektosigmoidoskopija,
- optička kolonoskopija,
- irigoskopija sa iriografijom u dvojnom kontrastu i
- CT kolonografija sa virtuelnom kolonoskopijom.

Optička kolonoskopija je efektivan skrining modalitet za bolesti debelog creva i široko je prihvaćena kao deo poželjne skrining strategije. Međutim, primarnu CT kolonografiju sa selektivnom optičkom kolonoskopijom takođe treba uzeti u obzir kao opcioni skrining modalitet, jer je pouzdanost CT kolonografije i optičke kolonoskopije skoro istovetna u slučaju skrininga (u otkrivanju kolorektalnih karcinoma i adenoma većih od 10 mm). 
Prednost optičke kolonoskopije predstavlja mogućnost i istovremene resekcije polipa. 

## Ograničenja
Kolonoskopija ima nekoliko ograničenja, o kojima moraju da budu obavešteni pacijenti. 
| Ograničenja                        | Opis |
| ---------------------------------- | --- |
| Duga priprema                      | Neophodno je utrošiti jedan ili više dana za pripremu. Efikasno izvođenje procedure zavisi od adekvatne pripreme kolona koja se često doživljava kao najneprijatnija aktivnost u vezi sa pregledom.                                                                                              |
| Karakter                           | Obično je potreban ceo jedan dan za sam pregled, kao i potreba za pratiocem i obezbeđenim transportom u slučaju pregleda u analgosedaciji. |
| Invazivnost                        | Procedura je invazivna |
| Stručnost ispitivača               | Kolonoskopski pregled u mnogome zavisi od stručnosti i veštine samog endoskopiste. S druge strane, ne postoje ni precizno definisani programi licenciranja stručnjaka koji ove preglede obavljaju. Zdravstveni sistemi uglavnom favorizuju broj izvršenih procedura u odnosu na njihov kvalitet. |
| Manja efikasnost kod polipektomija | Ponekad polipektomije u kolonoskopiji nisu efikasne u eradikaciji polipa, što se smatra glavnim uzrokom pojave do 25% intervalnih karcinoma ili karcinoma otkrivenih između dve kolonoskopije.                                                                                                   |
| Nije nepogrešiva                   | Kolonoskopije ne predstavljaju nepogrešivi „zlatni standard”. Kontrolisane studije govore da je procenat nedetektovanih velikih adenoma (većih od 10 mm) između 6 i 12%, dok je procenat nedetektovanih karcinoma oko 5%.                                                                        |

## Postupak
Nakon prethodno pražnjenja debelog creva, od njegovog izmeta (dijeta bez vlakana i priprema debelog creva laksativima), i anestezije pristupa se optičkoj kolonoskopiji.
Kolonoskop se ubacuje kroz anus, a zatim se postepeno uvlači u crevo i usmerava pomoću džojstika. Potom se unosi malo vazduha da bi se kolonoskopom odvojio od zidova creva i pažljivo uvlači sve dublje. Prvi cilj je dolazak do samog početka debelog creva (cekuma), do granici ileocekalne valvule (spajanje sa ileumom). 
Vizualizacija zidova debelog creva se potom vrši tokom postepenog povlačenja uređaja.
Kolonoskop je snabdeven sa:
- izvorom svetlosti,
- optičkim sistemom (ili optičkim vlaknom ili video kamerom) i
- jednim ili više operativnih kanala. Oni se mogu koristiti za insuflaciju vazduha, aspiraciju vode ili pranje, a posebno za prenošenje pinceta za uklanjanje malih komadića sluznice (biopsija) ili za upotrebu instrumenata za terapeutske svrhe (dijatermička petlja) za uklanjanje polipa na primer).

Ako se tokom kolonoskopije uklanja polip, on ser smešta u posebnu posudu i njegov pregled se nastavlja u laboratoriji za anatomsko-patološku analizu.

## Rizici
Oko 1 od 200 ljudi koji su podvrgnuti kolonoskopiji doživljavaju ozbiljnu komplikaciju, sa ukupnim rizikom od ozbiljnih komplikacija od 0.35%. Sa ovim rizicima moraju da budu upoznati pacijenti pre procedure i davanja saglasnosti za njeno izvođenje.
| Komplikacija                  | Karakteristike |
| ----------------------------- | --- |
| Krvarenje                     | - Prva je i jedna je od najozbiljnija komplikacija posle kolonoskopske polipektomije. - Rizik od pojave krvarenja posle polipektomije raste sa veličinom i proksimalnijom lokalizacijom samog polipa, i kreće se oko 2,6 na 1.000 procedura. - Međutim, najveći broj krvarenja posle polipektomija udružen je sa malim polipima, iz prostog razloga što su mali polipi mnogo brojniji. |
| Perforacija debelog creva     | - Druga je značajna komplikacija kolonoskopije (1 u 2.000 procedura). - Rizik od perforacije raste sa starosnom dobi pacijenta i udružen je sa prisustvom divertikularne bolesti. - Prema jednoj od novijih procena perforacija nastane kod jednog od 500 simptomatskih pacijenata, kao i kod 1 od 1.000 pacijenata uključenih u skrining program.                                     |
| Kardiopulmonalne komplikacije | - Najčešće su srčane aritmije, hipotenzija i hiposaturacija kiseonikom. - Kardiopulmonalne komplikacije predstavljaju polovinu svih neželjenih događaja i obično su povezane sa sedacijom. |
| Smrt                          | - Može nastati u 3 na 100.000 procesura, |

Kod nekih niskorizičnih populacija skrining kolonoskopijom u odsustvu simptoma ne prevazilazi rizike procedure. Na primer, izgledi za razvoj raka debelog creva između 20 i 40 godina u odsustvu specifičnih faktora rizika su oko 1 u 1.250 (0,08%).
Stopa komplikacija varira u zavisnosti od nivoa edukacije praktičara i ustanove koja vrši proceduru i drugih varijabli.

## Napomene
1. ↑  Dokazano je da su polipi veći od 10 mm najznačajniji prediktori karcinoma kolona, pa je veličina od 10 mm  granična vrednost za polipektomiju kod asimptomatskog skrininga. Polipe od 6 do 9 mm nije neophodno uklanjati i savetuje se da se ovi pacijenti prate CT kolonografijom i da se u toku tog praćenja donese odluka o eventualnoj polipektomiji za lezije koje se uvećavaju. Polipi manji od
6 mm imaju izuzetno nizak maligni potencijal.

## Literatura
- Itzkowitz, S. H.; Potack, J. (2016). „Colonic polyps and polyposis syndromes”.  Ур.: Feldman M, Friedman LS, Brandt LJ. Sleisenger and Fordtran's Gastrointestinal and Liver Disease: Pathophysiology/Diagnosis/Management. (10th изд.). Philadelphia, PA: Elsevier Saunders..
- Lieberman, D. A.; Rex, D. K.; Winawer, S. J.; Giardiello, F. M.; Johnson, D. A.; Levin, T. R. (2012). „Guidelines for colonoscopy surveillance after screening and polypectomy: A consensus update by the US Multi-Society Task Force on Colorectal Cancer”. Gastroenterology. 143 (3): 844—857. PMID 22763141. doi:10.1053/j.gastro.2012.06.001.
- Lin, J. S.; Piper, M. A.; Perdue, L. A.; Rutter, C. M.; Webber, E. M.; O'Connor, E.; Smith, N.; Whitlock, E. P. (2016). „Screening for Colorectal Cancer: Updated Evidence Report and Systematic Review for the US Preventive Services Task Force”. JAMA. 315 (23): 2576—2594. PMID 27305422. doi:10.1001/jama.2016.3332.. PMID: 27305422 www.ncbi.nlm.nih.gov/pubmed/27305422.
- Van Schaeybroeck S, Lawler M, Johnston B;  . (2014). „Colorectal cancer”.  Ур.: Niederhuber JE, Armitage JO, Doroshow JH, Kastan MB, Tepper JE. Abeloff's Clinical Oncology. (5th изд.). Philadelphia, PA: Elsevier Churchill Livingstone..

|  | Molimo Vas, obratite pažnju na važno upozorenje u vezi sa temama iz oblasti medicine (zdravlja). |